# Chiesa dei Santi Giacomo e Filippo (Reggio Emilia)
La chiesa dei Santi Giacomo e Filippo è un edificio di culto cattolico situato in via Roma, nel centro storico di Reggio Emilia. La chiesa è sede della parrocchia omonima del vicariato Urbano della diocesi di Reggio Emilia-Guastalla.

## Storia e descrizione

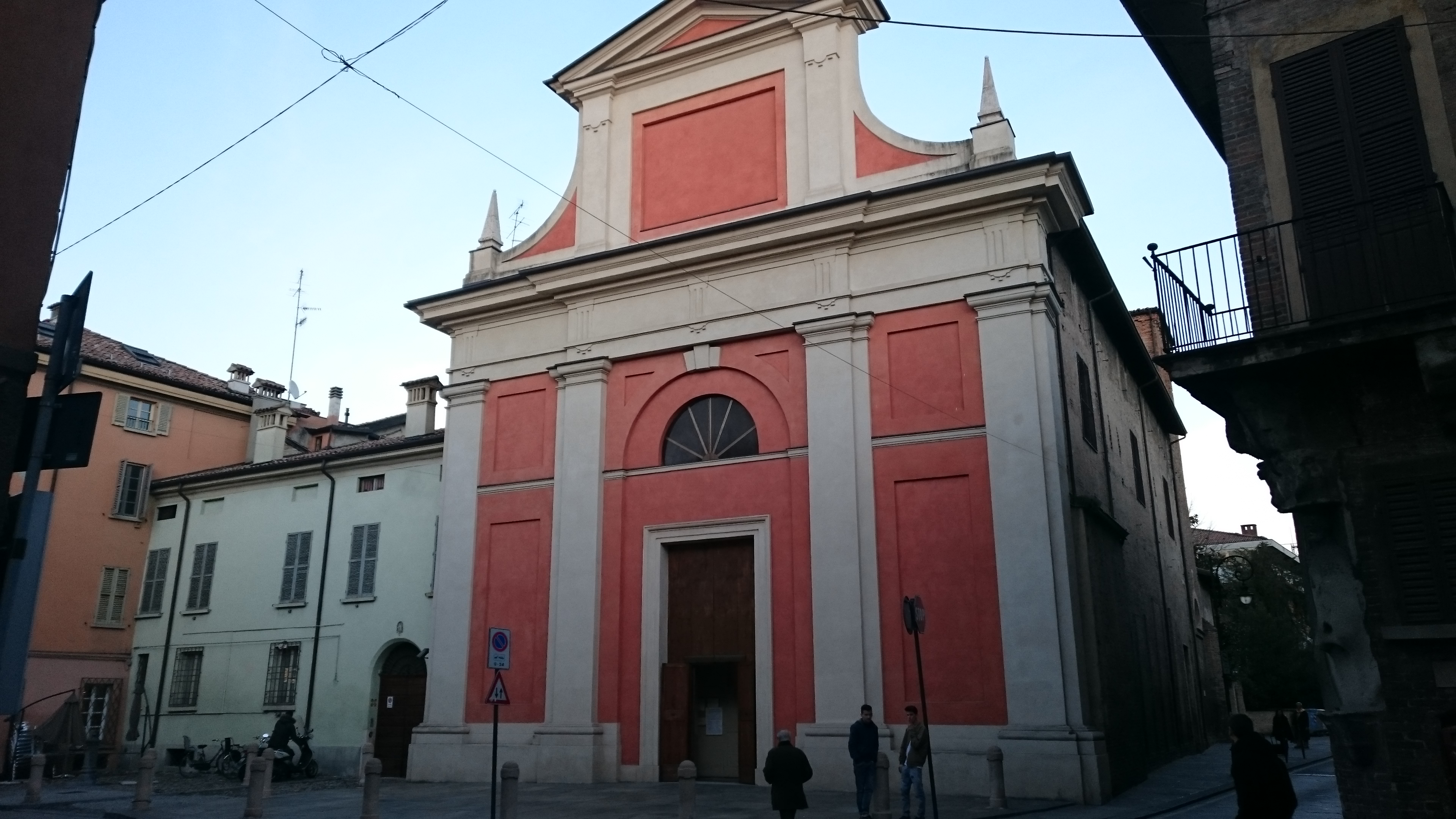
La facciata barocca.

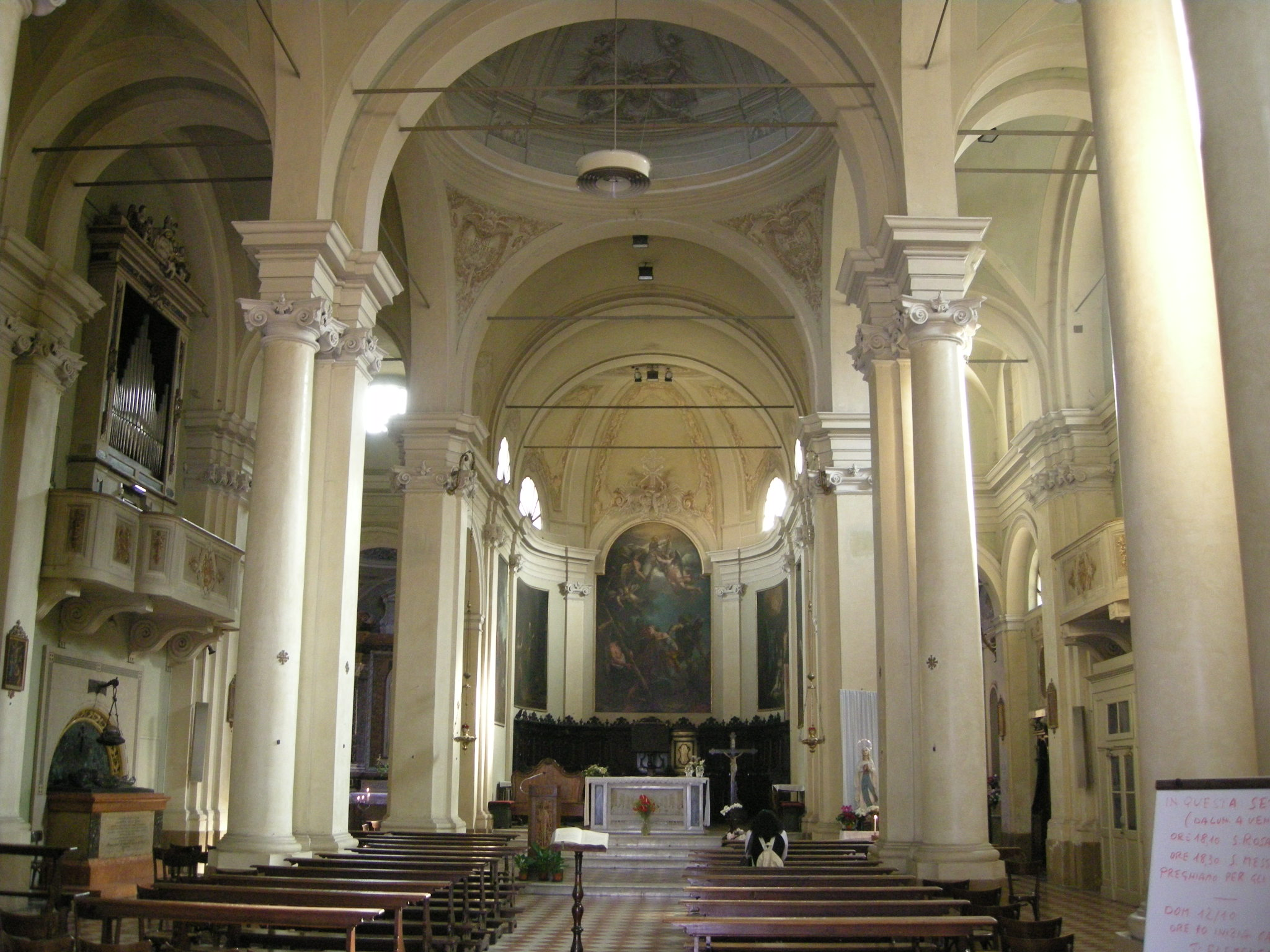
L'interno barocco.

Sorta al di fuori del perimetro delle mura altomedievali, era già menzionata in un documento del 1199. Tuttavia conserva l'originale aspetto romanico solamente nell'abside e nel campanile con finestre binate. Nel 1742 secolo l'edificio fu rifatto secondo il progetto dell'architetto reggiano Giovanni Maria Ferraroni. Chiusa al culto nel 1796 fu successivamente restaurata e riaperta nel 1808. Durante la prima guerra mondiale fu abibita a magazzino militare. Fu riconvertita in tempio e riconsacrata nel 1923. La facciata fu restaurata nel 1949.
L'interno è ripartito in tre navate separate da colonne e pilastri che sorreggono la cupola ed il presbiterio. Nell'abside, cinque quadri del pittore modenese Francesco Vellani: Martirio di San Filippo, San Giacomo portato in gloria, Lapidazione di San Giacomo, Martirio di San Giacomo, San Filippo che uccide il drago e San Filippo che assiste al miracolo del Redentore.